# Alfredo Arrocha
Alfredo Arrocha (San Martín, Buenos Aires, Argentina; 2 de septiembre de 1910 - Ibídem; 5 de febrero de 1965) fue un actor y cantante de tango argentino.

## Carrera
Fue uno de los tantos actores que alcanzaron popularidad en los conjuntos radioteatrales de las décadas de 1930 y 1940. Como solista durante muchos años, cantó tango.
Arrocha fue un popular cantante de la época de oro del tango y el cine argentino. En sus inicios fue cantor de Héctor Stamponi, interpretando varias composiciones. Entre algunos de los temas que interpretó están los tangos Seguí mi consejo y Garufa.
En cine debutó como galán con el film de 1942, Gran pensión La Alegría, con Warly Ceriani, Josefina Dessein, Osvaldo Moreno, Chola Luna y Herminia Velich. Luego vino Su íntimo secreto (1948) junto a Mercedes Carné, Felipe Dudán y Elvita Solán. Se despidió cinematográficamente con Compañeros de aventuras (1948), protagonizado por Pablo Lagarde, Adolfo Stray, Vera Láinez y Joaquín Petrosino.
En teatro su carrera fue más desarrollada. En 1937 integra "La Compañía Lírica de Sainetes de Costumbres Porteñas" dirigida por Juan de Dios Filiberto. 
Entre 1947 y 1948 compartió el escenario del Teatro Apolo con la cancionista Chola Bosch, junto a Gregorio Cicarelli, Leonor Rinaldi, Tito Lusiardo, Delia Codebó y Juan Dardés. Arrocha compuso junto a Eusebio Giorno todas las páginas musicales de dos obras: En el tiempo que había guapos y Entre locos y milongas.
Y en la década de 1950 encabezó su propia compañía teatral en el Teatro Variedades con la obra Un guapo del arrabal. Novela escénica en tres actos, en colaboración con Roberto Valenti. En 1959 se lo ve integrando la Compañía de Comedias Argentinas encabezada por Pablo Palitos.
En 1952 presentó varios radioteatros como Estampas Porteñas, La calle del olvido y La sangre de los jazmines. Muchas de sus presentaciones en radio fueron en Belgrano y en L. S. 6 Radio del Pueblo.

## Vida privada
Estuvo casado con la aclamada actriz de circo, teatro y televisión, Lucha Sosa, a quien conoció y se casó en Radio Belgrano en el popular programa Estampas porteñas, en las que ambos trabajaron junto a un importante elenco como Enrique Roldán, Pedro Fiorito, Eduardo París, Mary Lewis, Olga Montes, Albo Argentino Uriarte y Marta Peña.

## Fallecimiento
El cantor y actor de cine y teatro Alfredo Arrocha murió el viernes 5 de febrero de 1965 a los 54 años. Sus restos descansan en el Panteón de la Asociación Argentina de Actores del Cementerio de la Chacarita.

## Tangos interpretados
- Seguí mi consejo.
- El huérfano.
- Garufa.
- A media luz.[5]

## Filmografía
- 1948: Compañeros de aventuras.
- 1948: Su íntimo secreto.
- 1942: Gran pensión La Alegría.[6]

## Teatro
- Hormiga negra
- Se acabó lo que se daba (1937)
- Adiós, le dije al amor (1937)
- En el tiempo que había guapos (1947)
- Entre locos y milongas (1948)
- Un guapo del arrabal (1951)
- Cayó un alemán del cielo (1959), de Miguel Coronato Paz. Interpretado por Pablo Palitos, Manolita Serra y Pepe Armil.
- Esta noche soy un yanqui (1959), de Abel Santa Cruz, estrenada en el Teatro Smart con Pablo Palitos, Fanny Brena, Alejandro Maximino, Noemí Laserre y Antonio Provitilo.